# Robert Eder (Schauspieler)
Robert Eder (* 10. September 1961 in Bad Segeberg) ist ein deutscher Schauspieler und Hörspielsprecher.

## Leben
Nach der Ausbildung an einer privaten Schauspielschule in Hamburg ist Robert Eder seit 1987 als freischaffender Schauspieler tätig. Im Jahr 1988 spielte er eine erste Rolle am Ohnsorg-Theater in Familie Schlapphoff neben  Heidi Kabel, Jürgen Pooch, Ursula Hinrichs und Uwe Friedrichsen. Auch in der Spielzeit 2011/2012 ist er dort in der plattdeutschen Adaption der Komödie von Lawrence Roman Alone Together (Endlich Alleen) zu sehen. Weitere Bühnenstationen waren unter anderem das Zimmertheater und die Städtischen Bühnen in Heidelberg. 1988 erhielt er den O.E. Hasse-Preis, der der Förderung von jungen Schauspielern gewidmet ist.
Robert Eder wirkte weiterhin in verschiedenen Film- und Fernsehproduktionen mit. Darunter befand sich auch die Folge Tödlicher Schulweg aus der Fernsehserie Stubbe – Von Fall zu Fall. Zudem arbeitet er seit 1994 als Sprecher für Hörspielproduktionen.

## Filmografie
- 1988: Familie Schlapphoff (Fernsehen)
- 1989: Alles oder nichts (Fernsehen)
- 1995: Tippelbrüder (Fernsehen)
- 1996: Unsere Mutter wird 'ne Diva (Fernsehen)
- 1997: Der verflixte Strumpf (Fernsehen)
- 2000: Der letzte Wille (Fernsehen)
- 2001: Der goldene Anker (Fernsehen)
- 2002: Lustfahrt ins Paradies (Fernsehen)
- 2003: Zwei wie Katz und Hund (Fernsehen)
- 2003: Stubbe – Von Fall zu Fall (Folge: Tödlicher Schulweg) (Fernsehserie)
- 2003: Mein Mann, mein Leben und Du (Fernsehen)
- 2003: Hannes im Glück (Fernsehen)
- 2004: Willi, das Prachtstück (Fernsehen)
- 2004: Das Geld liegt auf der Bank (Fernsehen)
- 2005: Pension Schöller (Fernsehen)
- 2009: Die wilden Herzen von St. Tropez

## Hörspiele
- 1994: De dree olen Damen un de fröme Chinees – Regie: Wolf Rahtjen
- 1994: Leev – oder woans dat heet – Regie: Ursula Hinrichs
- 1994: De Tip-Hannel oder: Mien Mann is in Sizilien – Regie: Hans Helge Ott
- 1995: De Poppenspeeler – Regie: Wilfried Dziallas
- 1995: Dat Verspreken – Regie: Edgar Bessen
- 1997: Acht geven – Regie: Michael Leinert
- 1998: Paula & Co – Regie: Hans Helge Ott
- 1998: Dat Schipp Spöökenkieker – Regie: Ursula Hinrichs
- 1999: De Wanz – Regie: Georg Bühren
- 2000: Juana – Regie: Frank Grupe
- 2001: Woans Martha denn doch na Huus keem – Regie: Hans Helge Ott
- 2002: Woso hest du mi op dat Eiland bröcht – Regie: Georg Bühren
- 2004: Große Freiheit Nr. 7 (nach Helmut Käutner) – Regie: Hans Helge Ott
- 2004: Leckspoor – Regie: Hans Helge Ott
- 2004: Biller von Tohus – Regie: Hans Helge Ott
- 2006: Lütetsburg – Regie: Frank Grupe
- 2006: SchnappSchuss; 9. Folge: Watervagel-Trip – Regie: Hans Helge Ott
- 2006: Een Held in'n Dörpskroog (nach John Millington Synge) – Regie: Hans Helge Ott
- 2006: Ünner den Melkwoold nach Unter dem Milchwald (von  Dylan Thomas) – Regie: Hans Helge Ott
- 2007: Das Evangelium nach Jesus Christus – Regie: Hans Gerd Krogmann
- 2009: De Mafia is överall – Regie: Hans Helge Ott
- 2009: Blauwaterseilen – Regie: Hans Helge Ott
- 2010: Wilma un Karl – Regie: Hans Helge Ott
- 2010: SchnappSchuss; 12. Folge: DNA ut Oklahoma – Regie: Wolfgang Seesko
- 2011: Njorka un de Fents vun'n Sommer – Regie: Ilka Bartels